# Leandro Chichizola
Leandro Chichizola (San Justo, 27 de março de 1990) é um futebolista argentino que atua como goleiro. Atualmente, defende o Spezia.

## Carreira
Chichizola começou a carreira no River Plate.[carece de fontes?]
Em 9 de janeiro de 2025, Chichizola foi contratado pelo Spezia por seis meses.